# Inés Silva
Inés Silva (Caracas, 12 de enero de 1970) es una artista venezolana, radicada en Estados Unidos desde el año 2010.

## Biografía
Desde su época de estudiante de arquitectura en la Universidad Central de Venezuela, mostró su inclinación por las artes. Al culminar sus estudios con honores en 1992, se concentra en el arte y sitúa su trabajo plástico dentro de las corrientes del constructivismo abstracto geométrico, en el cual se ha mantenido sin dejar de explorar, permanentemente, nuevas posibilidades creativas, tanto en los aspectos formales como en los técnicos y materiales.
Uno de los factores constantes en el trabajo de la artista desde hace algunos años es el uso de materiales plásticos (plexiglas), como soportes de sus obras. Sobre ese material la artista pinta planos, franjas o líneas en colores intensos y traslúcidos. De ese modo, sus obras tienen un número ilimitado de puntos de vista que le permiten ser apreciada integralmente desde cualquier posición.
Gracias a estos trabajos de investigación gana en 2002 el premio de la crítica en el I salón de escultura de la Facultad de Arquitectura y Urbanismo de la Universidad Central de Venezuela; en el 2003 es aceptada en el salón Pirelli de jóvenes Artistas en el Museo de Arte Contemporáneo de Caracas, en el 2010 es invitada a  Tome International Art Trienal, Spirit of Geometric and Construction Art, Satoru Sato Art Museum, Ciudad de Tome, Japón.

## Trayectoria
Su trayectoria artística abarca desde entonces la participación en los salones de arte Comparaison (2006 /2019) y el Réalités Nouvelles (2014-2019) en París, así como también en diferente grupos internacionales como el Grupo Madi, Expansionista y Art Construit International, a los que ha acompañado en numerosas muestras en Alemania, Brasil, Ecuador, España, Francia, Hungría, Italia, Rusia, Perú, USA y Venezuela, en museos e instituciones entre los que se destacan: Madi and Geometric Art Museum, Dallas (2003); Museo de Arte Moderno de Moscú, Rusia (2006); Maison de la Amerique Latine, en la celebración de los 50 años del movimiento Madi, París (2008); Museo de Arte Contemporáneo Francisco Narváez, Porlamar, Venezuela (2009); Galerie Emilia Suciu, Karlsruhe, Alemania (2013) y en la Galería Odalys de Madrid (2019).
Durante su trayectoria cabe destacar las exposiciones individuales tales como: (2005) Gravitación y Expansión, Centro de Bellas Artes, Ateneo de Maracaibo, Venezuela; (2007) Euritmia, Galería GraphicArt, Caracas, Venezuela; (2009) De Rerum Natura, Museo de Arte Contemporáneo Francisco Narváez, Porlamar, Venezuela; (2012)  Musik der Farben und Formen, Museum Haus Ludwig-Atelier, Saarluis, Alemania; (2013), Galerie Nery Mariño, París, Francia,  (2016) Ars Modulor Ranivilu Art Gallery, Miami, EE.UU, y (2018) Between the lines Ranivilu Art Gallery Miami, EE.UU,  Instalación  iglesia Montgerain - XXX años del Festival Tema y variaciones, Picard, Francia, y (2023) Jardínes Colgaltes Galería GraphicArt, Caracas, Venezuela.
Desde diciembre de 2015 es representada en Francia por la Galería Parisina «Denise René», en donde ha participado en diferentes exposiciones colectivas y proyectos entre los que se destaca (2015) «Art Construit Latino-Américain nouvelles propositions « Galeria Denise René  rive gauche. (2016) «Transparence»,  (2017)  «que de la sculpture;  «espace et tension, una selección de artistas Contemporáneos  (2019/2020); Small is beautiful!  panorama construit , Dynamique du bleu, Retour à la ligne (2021) Group show été (2022). Angle à angle (2022-2023)  y hier/demain (2023).
En 2019 su obra Jardín Colgante negro  fue seleccionada para la exposición «Negative Space» trayectoria de la escultura en los siglo XX y XXI en el ZKM Centro de Arte y Medios Tecnológicos de Karlsruhe Alemania, junto a 200 esculturas e instalaciones de destacados artista de diversos países y generaciones bajo la curaduría de Peter Weibel junto con Anett Holzheid y Daria Mille como curadoras asociadas, asimismo en diciembre de 2019 es invitada a la exposición «For Now»  en el  Coral Gables Museum en Miami, Florida.
En el año 2022 participó en la exposición "Mouvement"  tributo a «Denise René», en el centro cultural Bonisson Art Center, Aix-en-Provence, Francia en colaboración con la galería Denis René y como curador Denis Kilian director de la misma. 
Su obra ha sido expuesta en importantes ferias de arte entre las que destaca: Art Miami, Pinta Miami y Art New York en Estados Unidos, Arts Karlsruhe, Alemania, Art Lima, Perú, «ArtBo» Bogotá. Colombia y la «FIA» feria iberoamericama de arte de Caracas, Venezuela.

## Colecciones y Crítica
Su obra está representada en colecciones privadas y museos como: Satoru Sato Art Museum, Ciudad de Tome, Japón; Colección Festival A tempo, Caracas, Venezuela; Museum of geometric and Madi art, Dallas, USA; Mobile Madi Museum, Budapest, Hungría y Museo d´arte delle eccellenze artistiche e storiche. MAGI 900, Bologna, Italia, Colección Suciu y Szöllősi-Nagy -Nemes, Budapest, Hungría/ Ettlingen, Alemania y Fundación Cherqui en París, Francia.
El crítico de arte Peran Erminy comentó acerca de su obra «... Tal vez el problema más significativo y trascendente que se plantea en el proceso ideativo, o la concepción de las obras de Inés Silva, es decir, su «ars poética», consiste en diseñar en sus obras un dispositivo formal como un conjunto de signos, de marcas, de líneas, de vacíos, de proporciones, de láminas móviles, capaces de ordenar armónicamente y de hacer inteligible y sensiblemente emotivo, el conjunto de situaciones dinámicas y de tensiones perceptivas que se integran o que suceden en ese acontecimiento visual que constituye la obra. Y que todo eso se despliegue en concordancia, o en sintonía, con las tensiones invisibles», o «anime» el espacio que la rodea. Además de que ese fenómeno, ese tipo de comunicación artística, o de comunión, sea lo más sensiblemente elocuente y emotivo.